# Lanusei
Lanusei est une commune italienne de la province de Nuoro en Sardaigne.
  Lanusei est un des deux nouveaux chefs-lieux, avec Tortolì.

## Administration
| Période                                  | Période  | Identité     | Étiquette     | Qualité |
| ---------------------------------------- | -------- | ------------ | ------------- | ------- |
| 2005                                     | 2006     | Tonino Loddo | La Marguerite |         |
| 29 mai 2007                              | En cours | Virginia Lai | Liste civique |         |
| Les données manquantes sont à compléter. |          |              |               |         |

### Communes limitrophes
Arzana, Bari Sardo, Cardedu, Elini, Gairo, Ilbono, Jerzu, Loceri, Osini, Tertenia

## Personnalités liées à Lanusei
- Italo Mereu (1921-2009), juriste et universitaire (professeur de droit) y est né.
- Edina Altara (1898-1983), illustratrice, décoratrice, peintre et céramiste y est morte.
- Maurizio Corrado (1958 -   ) Architecte et universitaire (professeur de design et architecture) y est né.

### Évolution démographique
Habitants recensés

## Culture

### La cuisine
le terroir de Lanusei est riche , il comprend :l
- les  Culurgiones ( IGP )

- is Macarronis de ungra;
- su Pistoccu;
- su Pani Pintau (pasta dura);
- s' Anguli de cipudda;
- su Casu 'e fitta;
- le Casu axedu
- su Moddissosu.

## Patrimoine et tourisme durable
La coopérative "La nuova luna", créée en 1997 pour gérer le parc archéologique de Seleni située au-dessus de Lanusei héberge des pièces venues de la culture nuragique sarde étudiés par les archéologues. Parmi elles, les "bronzetti", retrouvées aux quatre coins de l'île, des figurines de bronze de personnages masculins, féminins ou d'animaux, d'une quinzaine de centimètres de haut effectuées suivant la technique de la cire perdue, en particulier à partir du IXe siècle av. J.-C.. On le retrouve aussi les "bronzetti" exposées au Musée archéologique national de Cagliari. La coopérative  a ouvert en 2023 un petit musée sur la Culture nuragique qui permet de découvrir cette civilisation .
Le village, connu pour cette coopérative vinicole, est aussi remarqué pour la promotion du tourisme durable. David Burchi, son maire , se dit « fier de l'identité », de la gastronomie, « de l'hospitalité » et du  « mode de vie » « voir la communauté locale jouer un rôle central dans l'accueil touristique », tandis que des entreprises qui y participent veulent un tourisme qui contribue à « aider les jeunes sans moyens à s'installer à la terre ». La commune organise le Festival du tourisme responsable Itaca  avec l'agence Sardaigne en liberté pour favoriser un tourisme de l'intérieur de l'île et la randonnée en Sardaigne. La ville souhaite promouvoir un projet de vélorail pour favoriser une mobilité douce sur le circuit du "trenino verde", ancien petit train qui relie les villages de l'île, complété par un projet de tyrolienne